# Giulio Migliaccio
Giulio Migliaccio (ur. 23 czerwca 1981 w Mugnano di Napoli) – włoski piłkarz grający zwykle na pozycji środkowego pomocnika.
W Serie A rozegrał 289 spotkań i zdobył 13 bramek.